# Tony Fruscella (album)
Tony Fruscella è l'unico album come leader del trombettista jazz statunitense Tony Fruscella, pubblicato dalla Atlantic Records nel 1955. 

## Tracce
Lato A
1. Salt – 4:35 (Phil Sunkel) – Registrato il 29 marzo 1955 a New York City, New York
2. His Master's Voice – 5:25 (Phil Sunkel) – Registrato il 1 aprile 1955 a New York City, New York
3. Old Hat – 3:15 (Phil Sunkel) – Registrato il 1 aprile 1955 a New York City, New York
4. Blue Serenade – 5:07 (Burton Lane, Harold Adamson) – Registrato il 1 aprile 1955 a New York City, New York
5. Let's Play the Blues – 4:05 (Phil Sunkel) – Registrato il 1 aprile 1955 a New York City, New York

Durata totale: 22:27
Lato B
1. I'll Be Seeing You – 3:14 (Irving Kahal, Sammy Fain) – Registrato il 1 aprile 1955 a New York City, New York
2. Muy – 5:35 (Phil Sunkel) – Registrato il 29 marzo 1955 a New York City, New York
3. Metropolitan Blues – 5:00 (Phil Sunkel) – Registrato il 1 aprile 1955 a New York City, New York
4. Raintree County – 5:11 (Phil Sunkel) – Registrato il 1 aprile 1955 a New York City, New York

Durata totale: 19:00

## Musicisti
- Tony Fruscella - tromba
- Chauncey Welsch - trombone (brani: Salt e Muy)
- Allen Eager - sassofono tenore
- Danny Bank - sassofono baritono (brani: Salt e Muy)
- Bill Triglia - pianoforte
- Bill Anthony - contrabbasso
- Junior Bradley - batteria